# 尾瀬林業
尾瀬林業株式会社（おぜりんぎょう）は、かつて存在した東京電力の子会社であり、尾瀬地域の群馬県に所有する東京電力の所有地の管理、自然環境保全を主業務としていた。
本来は尾瀬におけるダム建設の一翼を担う会社として設立されたが、その後の尾瀬の保護活動の進展により、木道の建設や浄化槽式トイレの建設、湿原の復元など、環境省や各自治体と並び尾瀬を守る活動の主体のひとつとなり、アヤメ平の復元事業も行っていた。また、尾瀬地域の5つの山小屋の経営母体でもあった。
また、ベルナティオなどでの自然学校の開催、区営ロッジなどの運営指定管理者などの事業も行っていた。
2008年には送電・変電用地事業を分割し、東電用地株式会社が設立された。
2013年7月1日に、東電工業株式会社とともに東電環境エンジニアリング株式会社に吸収合併され、東京パワーテクノロジー株式会社となった。